# Navpreet Singh
Navpreet Singh Bilkhu (né le 15 juin 1979) est un athlète indien, spécialiste du lancer du poids.

## Biographie
Il remporte la médaille d'or du lancer du poids lors des championnats d'Asie 2007, à Amman, avec la marque de 19,70 m. 

### Palmarès
| Date | Compétition              | Lieu      | Résultat | Épreuve         | Performance |
| ---- | ------------------------ | --------- | -------- | --------------- | ----------- |
| 2002 | Championnats d'Asie      | Colombo   | 2e       | Lancer du poids | 18,97 m     |
| 2003 | Jeux afro-asiatiques     | Hyderabad | 3e       | Lancer du poids | 18,81 m     |
| 2005 | Championnats d'Asie      | Incheon   | 2e       | Lancer du poids | 19,40 m     |
| 2005 | Jeux asiatiques en salle | Pattaya   | 1er      | Lancer du poids | 18,80 m     |
| 2007 | Championnats d'Asie      | Amman     | 1er      | Lancer du poids | 19,70 m     |

### Records
| Épreuve         | Performance | Lieu    | Date            |
| --------------- | ----------- | ------- | --------------- |
| Lancer du poids | 19,93 m     | Chennai | 18 juillet 2004 |